# Correbia affinis
Correbia affinis är en fjärilsart som beskrevs av Druce 1884. Correbia affinis ingår i släktet Correbia och familjen björnspinnare. Inga underarter finns listade i Catalogue of Life.